# (200364) 2000 QA26
(200364) 2000 QA26 es un asteroide perteneciente al cinturón de asteroides descubierto el 23 de agosto de 2000 por John Broughton desde el Observatorio de Reedy Creek, Gold Coast (Queensland), Australia.

## Designación y nombre
Designado provisionalmente como 2000 QA26.

## Características orbitales
2000 QA26 está situado a una distancia media del Sol de 2,535 ua, pudiendo alejarse hasta 3,186 ua y acercarse hasta 1,884 ua. Su excentricidad es 0,256 y la inclinación orbital 8,345 grados. Emplea 1474,46 días en completar una órbita alrededor del Sol.

## Características físicas
La magnitud absoluta de 2000 QA26 es 16,3. 